# Henrik Olesen
Henrik Olesen (* 1967 in Esbjerg) ist ein dänischer Konzeptkünstler.

## Leben und Wirken

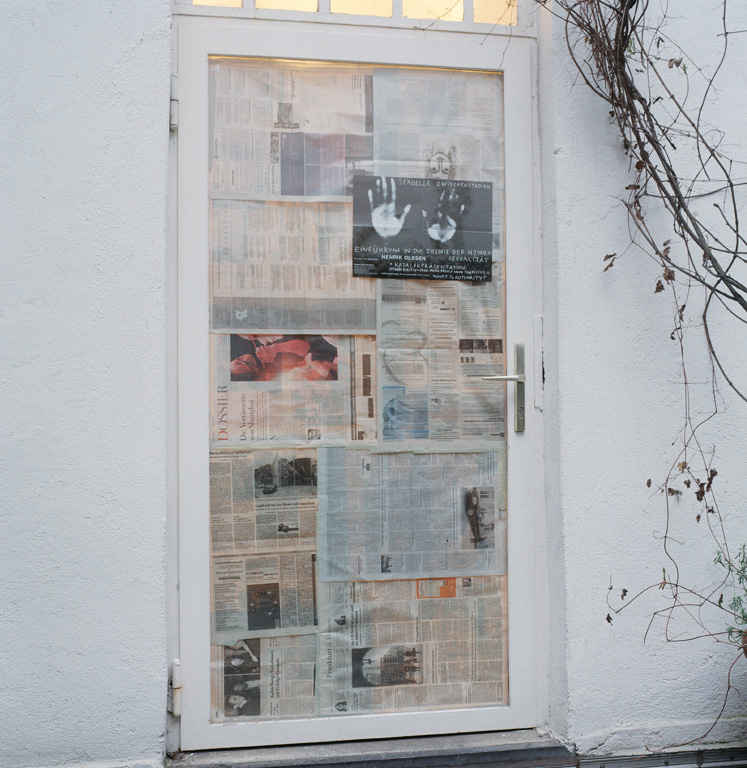
Installationsansicht, in der Neven-DuMont-Straße, Köln Galerie Buchholz

Olesen studierte von 1989 bis 1996 an der Königlich Dänischen Kunstakademie in Kopenhagen und von 1995 bis 1997 an der Staatlichen Hochschule für Bildende Künste – Städelschule, Frankfurt am Main in der Malereiklasse von Christa Näher.
Der Künstler nimmt in seinen konzeptuell angelegten Skulpturen, Rauminstallationen und Collagen aktuelle wie historische Themen aus der Kunst- und Kulturgeschichte sowie der Naturwissenschaft auf, die für ihn Ausgangspunkt sind um die Ausgrenzung von Minderheiten und gesellschaftliche Kategorisierungen zu untersuchen. 2011 wurde er mit dem Kunstpreis Villa Romana und 2012 mit dem Wolfgang-Hahn-Preis ausgezeichnet.
Olesen lebt und arbeitet in Berlin.

## Ausstellungen
- 2012: Henrik Olesen. Wolfgang-Hahn-Preis 2012, Museum Ludwig, Köln
- 2011: Henrik Olesen – Überblicksausstellung, Museum für Gegenwartskunst, Basel; Projects 94, MoMA PS1, New York
- 2010: Malmö Konsthall, Malmö
- 2008: Pinakothek der Moderne, München (mit Sergej Jensen); Kunstverein München at Ludlow 38, New York
- 2007: Migros Museum für Gegenwartskunst, Zürich; Türen, Portikus, Frankfurt am Main (mit Judith Hopf)